# Disco celeste de Nebra

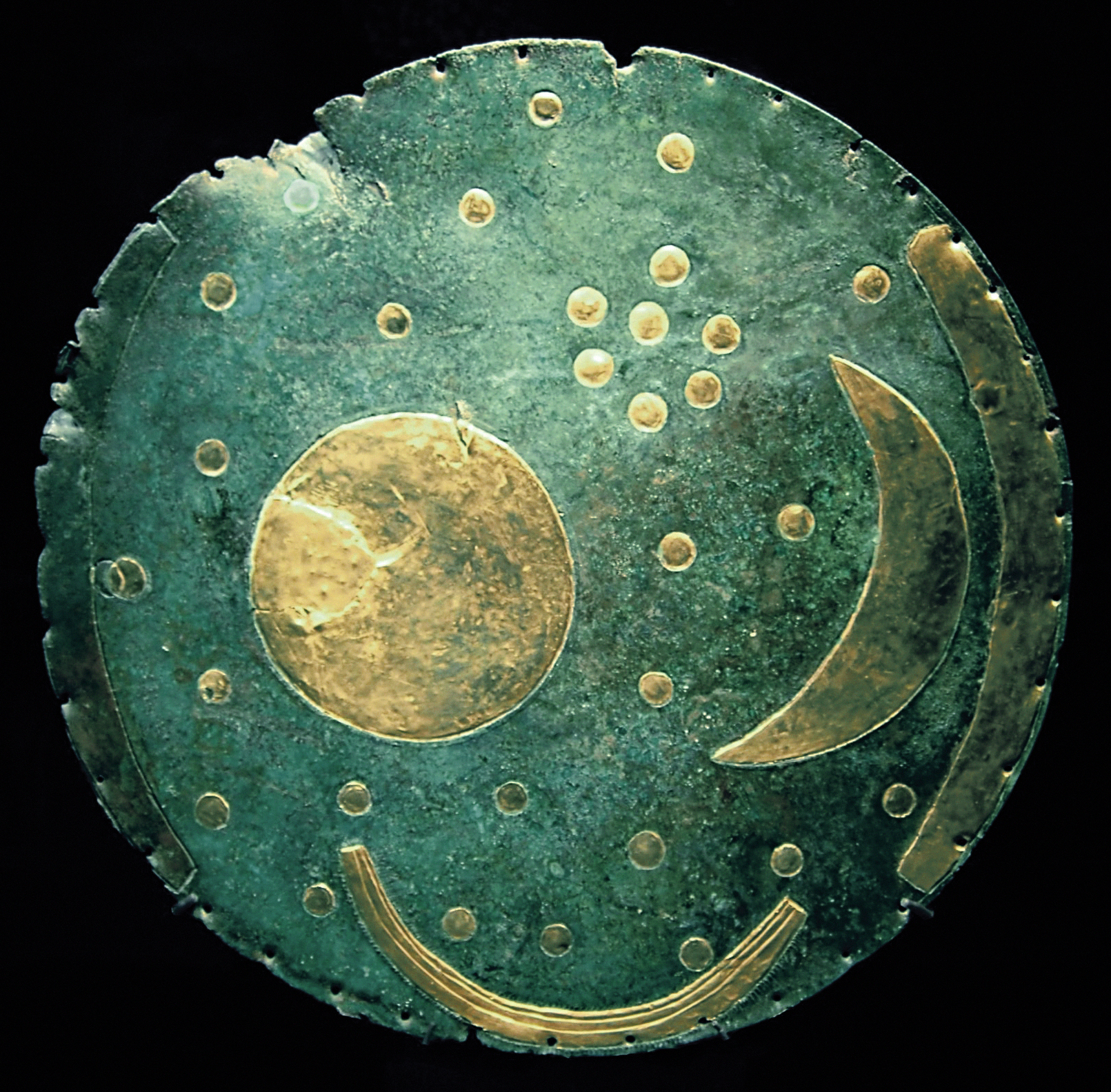
El disco celeste de Nebra, descubierto en Alemania, es una de las representaciones más antiguas que se conocen de la bóveda celeste.

El disco celeste de Nebra es una de las representaciones  más antiguas de la bóveda celeste y de fenómenos astronómicos, con una antigüedad de unos 3600 años. Se trata de un hallazgo arqueológico hecho en 1999 en el monte Mittelberg, cerca de Nebra (estado federado de Sajonia-Anhalt, Alemania). Es una placa de bronce, casi redonda, que pesa cerca de 2 kilogramos y con un diámetro aproximado de 32 cm. Pertenece a una cultura de hace 3600 años, cuyos conocimientos eran autóctonos. Los expertos dicen que representa el firmamento, con representaciones de elementos abstractos.

## Historia del descubrimiento
En el verano de 1999, Harry W. y Mario R. se dedicaban a buscar municiones y armas militares en el bosque de Ziegelroda (la parte forestal del monte Mittelberg, de 252 m de altura), con la ayuda de detectores de metales. Fue así como se tropezaron, sin sospechar su importancia, con los restos de alguna civilización prehistórica que más tarde se datarían en torno al año 1600 a. C. Los hallazgos fueron los siguientes: Un disco clavado verticalmente en el suelo, acompañado de dos espadas, dos hachas, unos brazaletes y un escoplo; todo ello rodeado por grandes piedras que protegían el depósito. No dieron ninguna importancia entonces al disco, vendiendo el resto en el mercado negro por 31 000 marcos (16 000 euros del año 2000).
Hubo un comprador del hallazgo, que lo ofreció a los museos de prehistoria de Berlín y Múnich. Fue entonces cuando el director del museo de Berlín, Wilfried Menghin, recibió unas fotos en que se veía el disco celeste bastante sucio y algunas piezas más. Por todo ello, el comprador anónimo pedía un millón de marcos alemanes. Menghin contestó que el propietario legítimo del tesoro prehistórico era el patrimonio nacional y que, por tanto, debían dirigirse al Museo de Prehistoria de Múnich. Después de esta conversación, el hallazgo desapareció por un tiempo.
En el 2002 otras personas acuden a Menghin con propuestas de venta, pero en esta ocasión el director del museo no quiso perder de nuevo la pista y acudió al Ministerio de Cultura de Sajonia-Anhalt, que a su vez da parte del suceso a la policía. Tras la investigación policial se logró poner a salvo el disco celeste y una de las espadas. Más tarde encontraron todo lo demás, tras un registro en casas particulares de Alemania. En septiembre de ese mismo año, los implicados son detenidos y condenados a una multa o arresto menor. Es en este momento cuando los descubridores del tesoro hacen una confesión en regla, revelando el lugar y las circunstancias del hallazgo.

## Lugar del descubrimiento

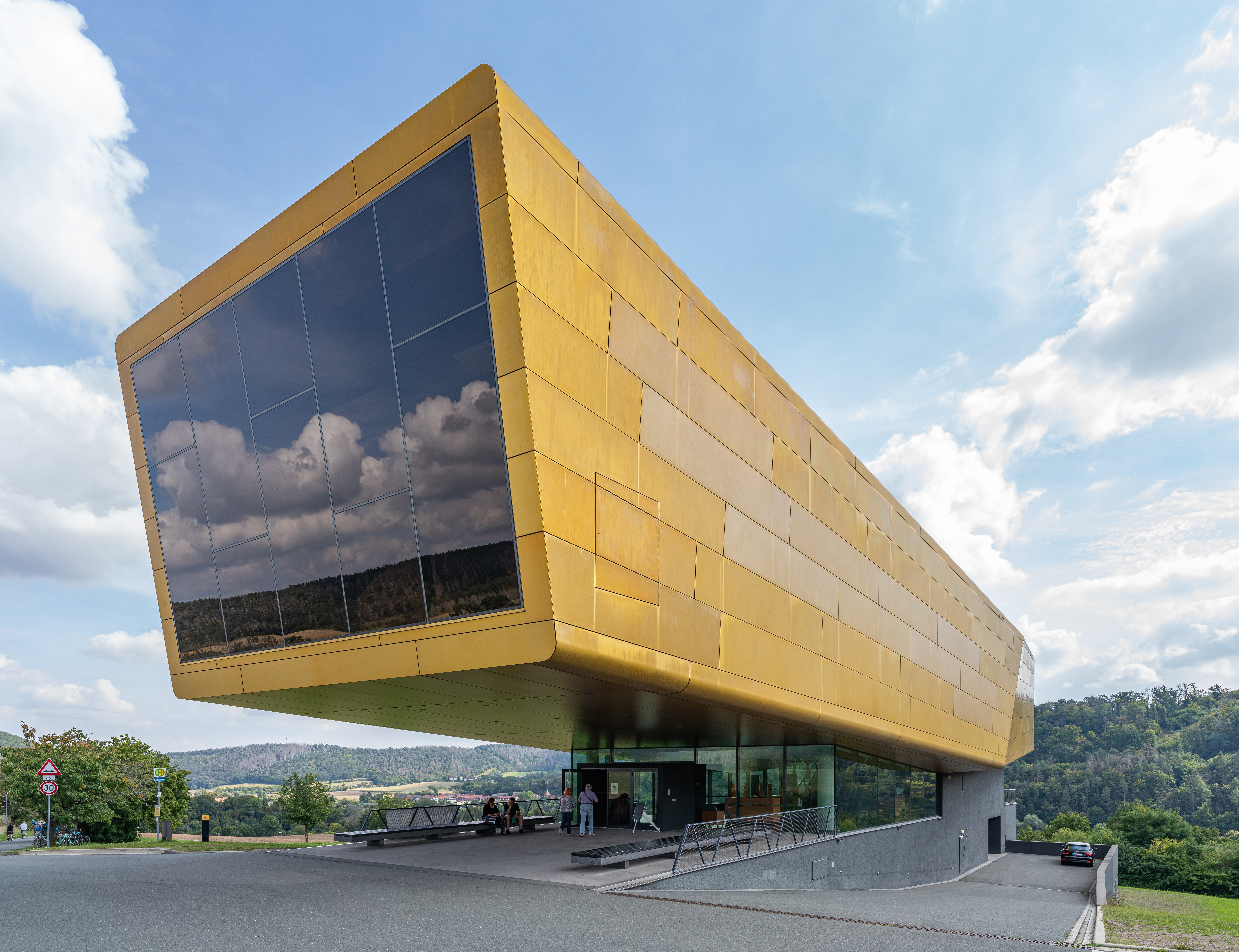
El Centro de Visitantes del Disco cerca de Nebra.

El yacimiento arqueológico se encontró, según confesión de los implicados, en el bosque de Ziegelroda, en el monte Mittelberg que está a 252 m de altitud y que domina sobre el río Unstrut. Este lugar está cerca de Nebra (Estado de Sajonia-Anhalt, Alemania). Se hicieron análisis químicos del suelo que coincidieron con los hechos en la tierra que estaba adherida al disco celeste; de esta manera los arqueólogos pudieron confirmar que los descubridores habían dicho la verdad. El monte Mittelberg es tradicionalmente rico en yacimientos arqueológicos de varias etapas de la humanidad y ofrece uno de los recintos europeos con mayor densidad de enterramientos de la Edad del Bronce; se calculan unos 800 túmulos.
A partir de ese momento, la Oficina Federal de Sajonia-Anhalt impulsó una campaña para la excavación del lugar que obtuvo muy buenos resultados. Se averiguó que no se trataba de ningún enterramiento, sino de un depósito donde se habían abandonado las piezas dentro de una cista (vaso metálico con tapa que se usaba para guardar objetos preciosos), sin ningún orden. Este tipo de depósito es bastante frecuente entre los hombres de la Edad del Bronce y se conocen bastantes ejemplares. Se cree que puedan ser ofrendas a los dioses.
Alrededor de la cista había una muralla circular y lisa, de 160 m de diámetro. Dos lienzos de muralla rodeaban el espolón de la montaña. Su estudio demostró que había sido levantada un milenio después de la fabricación del disco, en la Edad del Hierro, quizás en el momento del depósito. Se averiguó también que no había huellas de asentamiento de ningún pueblo, y que el lugar no tenía señal de ser una fortificación. Las conclusiones finales fueron que se trataba de un punto escogido para culto religioso, por su extraordinario emplazamiento y sus relaciones astronómicas.

## Descripción del disco celeste
Tiene un diámetro de 31 por 32 cm y un grosor que aumenta desde el exterior hasta el interior, desde 1,5 mm a 4,5 mm. Está arqueado y es ligeramente cóncavo. Pesa 2050 g. No se sabe cuál era su color original pues al cabo de 3600 años de estar enterrado ha adquirido una coloración verdosa a causa del revestimiento del carbonato de cobre. Se encontró en el suelo, en posición vertical y con su anverso orientado hacia el norte.
El estudio hecho sobre el disco celeste encontrado vino a demostrar que no era exactamente el originario, sino que sobre este se habían hecho una serie de modificaciones a lo largo de los años con arreglo a los conocimientos y quizás también a su uso. Se han podido constatar hasta cuatro fases:
- Incrustación de un disco solar, más una luna creciente, más 32 estrellas.
- Incrustación de disco solar, más luna creciente, más 30 estrellas, más dos arcos en el horizonte orientados este-oeste.
- Incrustación de 30 estrellas, más luna creciente, más disco solar, más una nave entre los dos arcos del horizonte.
- El mismo disco que el anterior, con la variante de las perforaciones del borde. Son 38 taladros, realizados desde el anverso y distribuidos en espacios regulares, lo que podría suponer un intento de periodización. Puede verse muy bien en el anverso el martilleo que tuvo lugar para hacer los agujeros. Estos taladros vienen a demostrar que el uso del disco también sufrió diversas modificaciones.

| |
| Estado original: a la izquierda el sol, o la luna llena, a la derecha el cuarto creciente, en la parte de arriba, entre las lunas, se encuentran las Pléyades (Todas las representaciones están simplificadas). |

| |
| Segundo estado: se completa con los arcos del horizonte que representan la salida y la puesta del sol. Para colocar los arcos, se desplazan algunas estrellas, y algunas otras quedan tapadas. |

|                                               |
| Tercer estado: completada con la barca solar. |

| |
| Estado actual: el arco del horizonte de la izquierda ya faltaba cuando se enterró el disco, los agujeros del borde ya existían. Las muescas en la parte superior izquierda y el deterioro del sol, o la luna llena, fueron causadas por los excavadores. |

Los arcos del horizonte que fueron añadidos, y en algún punto incluso taparon algunas estrellas de las fases anteriores, son característicos de la época del Neolítico y se han podido ver en bastantes yacimientos arqueológicos. Demuestran el conocimiento avanzado de aquellas gentes en el campo de la astronomía. Uno de los arcos representa la salida del sol y el otro su ocaso. El ángulo que abarcan, ochenta y dos grados, equivale al ángulo que forman el orto y ocaso solar entre el solsticio de invierno y el de verano en la latitud en que fue encontrado.
La barca solar (de la que existen versiones para el dios griego Helios o para el egipcio Ra) tiene más relación con la religión que con la astronomía. Se encuentra como símbolo en toda Europa, en yacimientos que corresponden a la Edad del Bronce y es bastante frecuente en las pinturas rupestres de Escandinavia. Está representada como un arco dorado y plumeado.
| |
| Solsticio de verano: apuntando del monte Mittelberg al monte Brocken se ajusta el disco. Se muestra la puesta del sol. |

| |
| Comienzo del otoño y de la primavera: vista de la puesta del sol en el equinoccio. El monte Brocken está en este momento a 41° a la derecha del sol. |

| |
| Solsticio de invierno: la puesta del sol alcanza su punto más al sur. El monte Brocken está a 82° a la derecha del sol. |

Las estrellas también han sido objeto de estudio y de especulación. Las Pléyades son visibles desde Europa Central desde la Edad del Bronce y aparecen citadas como tales estrellas en los calendarios de varias culturas en todo el mundo. Pero al lado de esta interpretación han surgido controversias y opiniones dispares. Los arqueoastrónomos saben que desde Centroeuropa y ya desde la Edad del Bronce podían verse tres grupos de estrellas: Pléyades, Pesebre y Delfín. Con arreglo a estos tres grupos, algunos astrónomos han supuesto que la constelación representada en el disco debía encontrarse cerca de la eclíptica, por tanto queda descartada el Delfín; pero las otras dos, Pléyades y Pesebre, son suficientemente cercanas a la eclíptica. Wolfhard Schlosser, catedrático de Astronomía, se decanta por la interpretación de las Pléyades, grupo estelar que se sabe que, al menos en la Grecia arcaica, servía de marcador para la confección del calendario agrario. El tema de dicha interpretación se basa, pues, en suposiciones y especulaciones con las que muchos otros astrónomos y profesores no están de acuerdo. En lo que sí están todos de acuerdo es en señalar que el disco de Nebra es un objeto precioso que debió tener un gran valor decorativo y ritual.

## Las espadas
Las espadas aparecidas junto al disco celeste son de una gran calidad. Las empuñaduras y las hojas están trabajadas con gran esmero y decoradas con la misma técnica que el disco, la ataujía. El contraste de colores hace que el efecto decorativo sea muy atractivo.